# La furia degli uomini
La furia degli uomini (Germinal) è un film del 1963 diretto da Yves Allégret.